# Енедски тигър
Енедски тигър, Енедски планински тигър или планински тигър (на френски: tiger of the mountains или mountain tiger) е криптид. Твърди се, че е жив подвид на саблезъбите тигри. Съобщава се за наблюдения от платото Еннеди, планината Тибести и Гуера масив в Чад, масивът Бонго в Централноафриканската република и вероятно планините Иматонг в Южен Судан и Уганда. Местните имена за животното включват бискоро (biscoro), Кок-джинге (Coq-djingé), гасинграм (gassingrâm), хаджел (hadjel), ниси (nisi) или носо (noso) и васоко (vassoko).

## Описание
Според различни племена от Чад и Централноафриканската република животните обикновено се описват като котки, по-големи от лъв, с червеникава козина и често вертикални бели ивици. Твърди се, че всички имат много дълги зъби, стърчащи извън устните им, или много къси опашки, или изобщо без опашки. Гасинграм и васоко са описани като притежаващи много мощни очи, а за хаджелът се казва, че е с грива.
Хората от Юлу (Yulu) описват меланистично разнообразие. Твърди се, че са предимно нощни и се предполага, че са достатъчно силни, за да носят много тежка плячка; за васоко по-специално се твърди, че носи плячката си вдигната на гърба си. Въпреки това фолклорът на Хаджерай твърди, че хаджел е безвредно животно, което може да вземе само малка плячка, тъй като големият размер на зъбите му трябва да му причинява болка всеки път, когато отвори устата си. Фолклорът на региона Вакага също твърди, че васоко е последван от облаци пеперуди.

## Наблюдения
През 1937 г. на френския естественик Люсиен Бланку от вожда на Уанда Джале е казано, че гасинграм преследва в района, отвеждайки плячката си в пещерите в планината. По-късно, през 1960 г., двама местни жители на Бирао, на 130 километра на север, казали на Х. Р. Маудри, че са виждали васоко по различно време. Хората от Хаджерай от Гера също споменали, че са се запознали с етнолога Жан-Франсоаз Винсент.
През 1969 г. ловецът на едър дивеч Кристиан Льо Ноел чул рева на това, за което изплашеният му съгледвач твърди, че е планински тигър, излъчван от дълбока пещера в Чад, и по-късно от неговия водач Юлу е казал, че около 1940 г. планински тигър е отнесъл конска антилопа (семейство Хипотрагини), застрелян от него и баща му.

## Обяснения
Когато Кристиан Льо Ноел показал цветни рисунки на лъвове, тигри, оцелоти, гепарди, снежни леопарди, пуми и саблезъб тигър (смилодон) на своите съгледвачи Юлу, те веднага избрали образа на смилодон като „техния“ планински тигър. Смилодон не е намерен в Африка, но редица други саблезъби котки като мегантереони и махайродус са били. В своето проучване на случая Бернард Хьовелманс предполага, че вид саблезъби тигри биха могли да се адаптират към нощен живот в планината, за да се избегне конкуренцията с лъвовете. В тази теория планинският тигър носи по-голямата си плячка, като антилопи и глигани, в планините, за да избяга от мършоядите, тъй като големите му зъби биха го направили бавноядец (факт, изрично потвърден от описанията на очевидците на хаджела); и саблените му зъби ще бъдат използвани за изкопаване на животни като гризачи, зайци, дикобрази, гущери, змии и големи насекоми. Тези по-малки животни ще съставляват по-голямата част от диетата му. Тигърът на Енеди, предполага Хойвелманс, ще запълни екологичната ниша, останала празна поради липсата на мечки в Африка.
Последните известни африкански лъвове в Сахара също са оцелели в тези райони, докато очевидно са изчезнали преди средата на 20 век (последният лъв тук е докладван през 1940 г.).
Както в Южна Америка, така и от Централна, Западна и вероятно от Източна Африка се съобщава за криптиди, подобни на котки, обитаващи реки. Докладите са далеч по-многобройни, отколкото в Южна Америка, и африканските водни лъвовете включват муру-нгоу (mourou-ngou), койе я меня (coje ya menia), дилали (dilali), нгороли (ngoroli), нзефу-лой (nzéfu-loï), а вероятно и на дингонек.
Хьовелманс предположи, че саблезъбите котки биха могли да се адаптират към водното съществуване не само, за да се избегне конкуренцията с други хищници като лъвовете и леопардите, но и да се избегнат мършоядите, като оставят убийствата си под водата бързо да се разпадат. Възможно е също като моржовете да използват зъбите си, за да изкопаят животни като черупчести.

### Криптозоологични
- Heuvelmans, Bernard (1955) On the Track of Unknown Animals, Routledge, ISBN 978-1138977525
- Heuvelmans, Bernard „Annotated Checklist of Apparently Unknown Animals With Which Cryptozoology Is Concerned“, Cryptozoology 5 (1986)
- Shuker, Karl P. N. (1995) In Search of Prehistoric Survivors: Do Giant 'Extinct' Creatures Still Exist?, Blandford, ISBN 9780713 – 724691
- Shuker, Karl P. N. (1997) From Flying Toads To Snakes With Wings, Bounty Books, ISBN
- Eberhart, George M. (2002) Mysterious Creatures: A Guide to Cryptozoology ABC-CLIO, Inc. ISBN 1-57607-283-5
- Heuvelmans, Bernard & Rivera, Jean-Luc & Barloy, Jean-Jacques (2007) Les Félins Encore Inconnus d’Afrique, Les Editions de l'Oeil du Sphinx, ISBN 978-2914405430

### Основна
- Vincent, Jeanne-Françoise (1975) Le Pouvoir et le Sacre Chez les Hadjeray du Tchad. Anthropos. p. 100 – 101.